# Aitor Elordi
Aitor Elordi Txakartegi, llamado Elordi (Berriatúa, Vizcaya, 23 de marzo de 1996), es un pelotari español de pelota vasca en la modalidad de mano que juega en la posición de delantero. Reside en Mallavia, Vizcaya.

## Finales del Campeonato Manomanista
| Año  | Campeón | Subcampeón | Tanteo | Frontón |
| ---- | ------- | ---------- | ------ | ------- |
| 2023 | Elordi  | Altuna III | 22-18  | Bizkaia |

## Final del Campeonato de Parejas
| Año  | Campeones         | Subcampeones | Tanteo | Frontón       |
| ---- | ----------------- | ------------ | ------ | ------------- |
| 2023 | Elordi - Zabaleta | Laso - Imaz  | 22-13  | Navarra Arena |

## Finales del Campeonato Manomanista de 2.ª categoría
| Año  | Campeón    | Subcampeón | Tanteo | Frontón  |
| ---- | ---------- | ---------- | ------ | -------- |
| 2019 | Darío      | Elordi     | 22-12  | Labrit   |
| 2020 | Arteaga II | Elordi     | 22-12  | Beotibar |

## Final del Campeonato del Cuatro y Medio de 2.ª categoría
| Año  | Campeón | Subcampeón | Tanteo | Frontón  |
| ---- | ------- | ---------- | ------ | -------- |
| 2020 | Elordi  | Egiguren V | 22-5   | Beotibar |

## Finales del Campeonato de Parejas de 2.ª categoría
| Año  | Campeones              | Subcampeones          | Tanteo | Frontón  |
| ---- | ---------------------- | --------------------- | ------ | -------- |
| 2019 | Elordi - O. Etxebarria | Agirre - Salaverri II | 22-20  | Labrit   |
| 2021 | Alberdi - Salaverri II | Elordi - Garmendia    | 22-11  | Adarraga |